# KV50
Ngôi mộ KV50 nằm trong Thung lũng của các vị Vua, ở Ai cập. Nó chứa đựng việc chôn cất xác ướp của một con chó và một xác ướp khỉ, và có lẽ có liên quan đến ngôi mộ của Ptolemy II (KV35).
Gần đây (vào mùa đông 2009/10) cuộc khai quật trong khu vực nàyđược tiến hành bởi một đội QU đã cố gắng di dời mộ KV50, KV51, KV52 và họ đã tiết lộ KV53 có 18 thùng sơn màu xanh, đồ gốm, các công cụ, và thuộc về một giáo sĩ, tìm ostraca trong đó bao gồm:

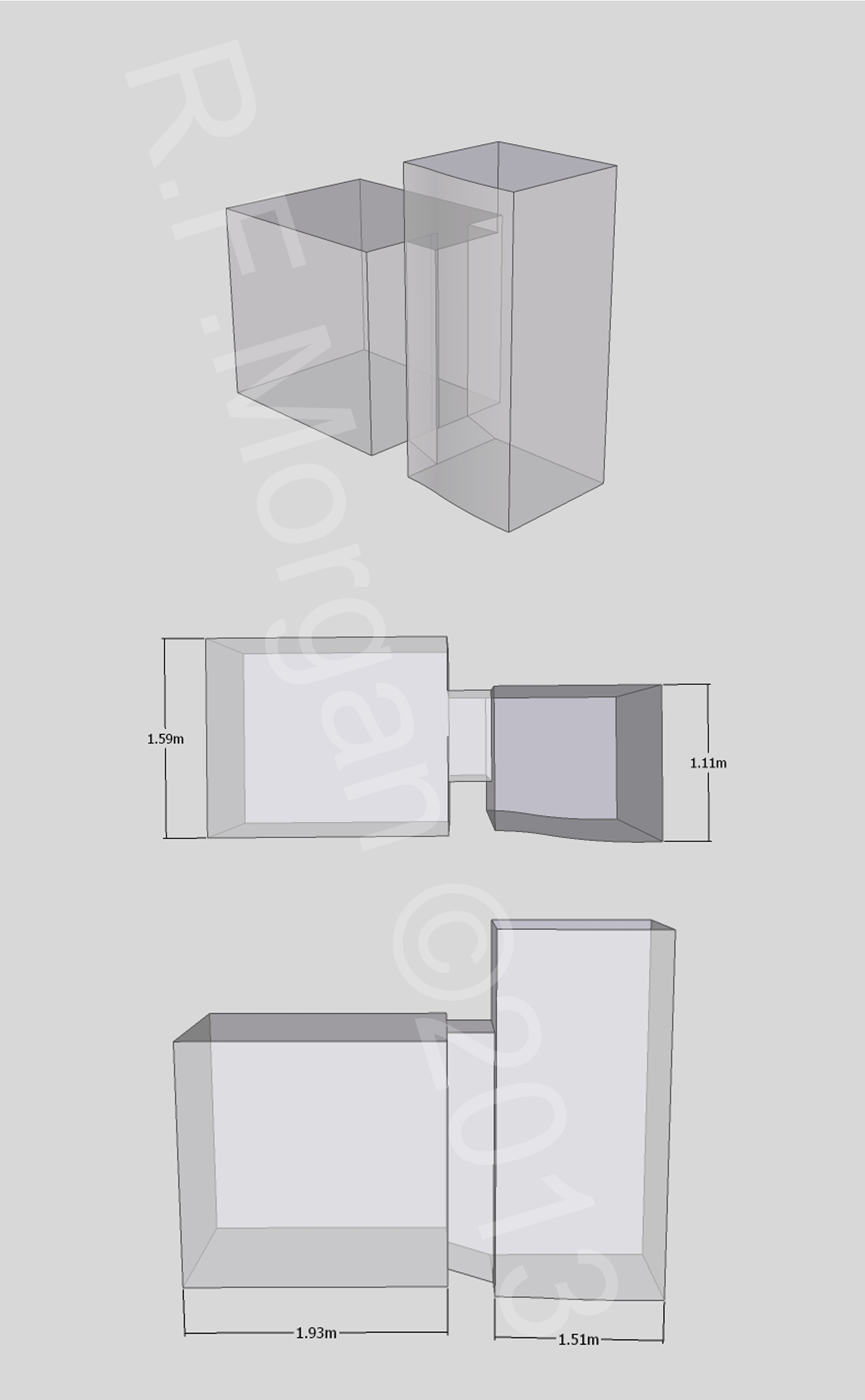
Cấu trúc và độ cao của KV50 lấy từ một mô hình 3D

- Một bản phác thảo về một nữ hoàng đang ngồi
- Miêu tả cảnh tình dục với người phụ nữ và động vật
- Hộp mực của Vua Rameses II.